# Wladimir Grigorjewitsch Kotin

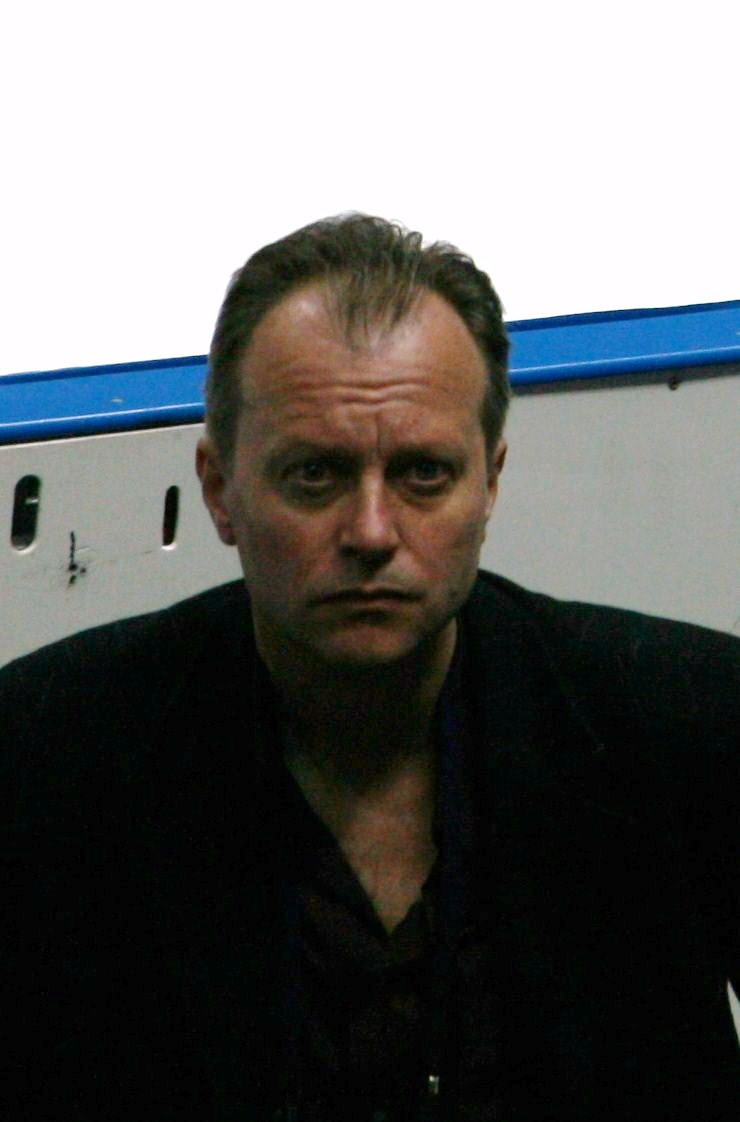
Wladimir Kotin, 2011

Wladimir Grigorjewitsch Kotin (russisch Владимир Григорьевич Котин; * 28. März 1962 in Moskau, Sowjetunion) ist ein ehemaliger sowjetischer Eiskunstläufer, der im Einzellauf startete.
1978 wurde er Vize-Juniorenweltmeister und von 1985 bis 1988 viermal in Folge Vize-Europameister, erst zweimal hinter Jozef Sabovčík und dann zweimal hinter Landsmann Alexander Fadejew. Sein bestes Ergebnis bei Weltmeisterschaften waren je ein vierter Platz 1986 und 1987. Kotin nahm an zwei Olympischen Spielen teil. 1984 in Sarajevo wurde er Achter und 1988 in Calgary Sechster. Trainiert wurde Kotin von Igor Moskwin.
Heute arbeitet er zusammen mit seiner ehemaligen Trainerin Jelena Tschaikowskaja als Trainer in Moskau.

## Ergebnisse
| Wettbewerb / Jahr           | 1979 | 1980 | 1981 | 1982 | 1983 | 1984 | 1985 | 1986 | 1987 | 1988 |
| --------------------------- | ---- | ---- | ---- | ---- | ---- | ---- | ---- | ---- | ---- | ---- |
| Olympische Winterspiele     |      |      |      |      |      | 8.   |      |      |      | 6.   |
| Weltmeisterschaften         |      |      | 9.   | 11.  | 9.   | 8.   | 5.   | 4.   | 4.   |      |
| Europameisterschaften       |      |      | 6.   | 7.   | 5.   | 6.   | 2.   | 2.   | 2.   | 2.   |
| Sowjetische Meisterschaften | 3.   | 2.   | 3.   | 2.   | 7.   |      | 1.   |      |      |      |